# 胡葉寶玉
胡葉寶玉（1918年12月2日—2016年6月7日），臺灣助產師，長期在花東地區服務，第十八屆醫療奉獻獎得主。

## 生平
葉寶玉為大正七年（1918年）12月2日生。依趙川明主編《日出臺東-縱谷文化景觀》載，原籍苗栗苑裡人士，幼年時隨雙親遷到花蓮豐田經商，在淡水女學堂就讀時認識胡文池。
1935年5月30日，葉寶玉與胡文池結婚。1937年，她在宜蘭縣頭城鎮生長子時難產，急忙從宜蘭市請助產士鄭李秋蘭接生，始化險為夷。但卻導致鄭李秋蘭流產，讓她深感內疚，決定學習助產。葉寶玉受鄭李秋蘭的鼓勵，買來兩本助產學書籍自習，並到婦產科醫院實習。於1940年通過台灣總督府助產士檢定考試合格，成為助產士。
1947年秋，二十九歲的胡葉寶玉與三十七歲的丈夫胡文池因受到孫雅各感召至布農族部落傳教，夫妻和子女一男四女從基隆港搭船到花蓮港，再從鳳林鎮走到臺東縣關山鎮，當時最小的女兒才學會走路不久。安頓後，丈夫在海端鄉開始傳教，把家裡的一切全交給妻子看顧。
1961年，孫理蓮在關山鎮成立瑪利亞山地產院，除請兩位護士外，也讓胡葉寶玉擔任院長兼助產士。胡葉寶玉服務的範圍變便從關山附近擴大到花蓮玉里鎮和台東延平鄉。原住民若來馬利亞產院生產，除全部免費，並可拿奶粉和衣服。瑪利亞山地產院，除收容臨盆在即的貧困原住民婦女外，也收容未婚媽媽，並安排她們習藝、及外國人領養嬰兒。胡葉寶玉長子胡宏仁表示，母親接生過的嬰兒至少超過一萬二千人，其中約五千人是擔任瑪利亞山地產院院長期間。1972年，瑪利亞產院關閉，胡葉寶玉就在自己家裡替人接生，這時胡文池就會對在客廳等候的產婦家屬傳教，生產完就帶領產婦一起感謝上帝。
胡葉寶玉於1980年退休。之後由陳桂珠接手，直到全民健康保險實施、國人出生率降低，及到大醫院的交通變便利，才於1995年停止助產士工作。
2008年6月20日，胡葉寶玉得第十八屆醫療奉獻獎時，因已罹患失智症多年，現場只能勉強吐出「謝謝大家」四個字。有時她還會嚷著「為什麼很久都沒人來找我接生」。2016年6月7日上午去世。